# Ismailía
Ismailía (árabe: الإسماعيلية āl-ʾIsmāʿīliyyah) es una ciudad egipcia en el noreste del país.  Es la capital de la gobernación homónima.
Está situada en la ribera noroeste del canal de Suez, hacia la mitad del camino entre Puerto Saíd al norte, y Suez al sur. A 140 kilómetros de El Cairo. El canal se ensancha en este punto pues incluye el Timsah, uno de los Lagos Amargos ligados al canal. 
Su población es de 254.477 habitantes (2006).

## Historia
La ciudad fue fundada en 1863 por Ismail Pachá como mercado y centro de construcción del canal de Suez, en la costa noroeste del lago Timsah, 72 km al sur de Puerto Saíd. 
Ismailía fue gravemente dañada durante la guerra árabe-israelí de 1967 y la de 1973.
Es un centro de la administración del canal de Suez y todavía conserva gran cantidad de casas antiguas, de la época colonial británica y francesa. La mayor parte de estos edificios todavía son utilizados por los empleados y los funcionarios de Canal.

## Educación
Ismailía es sede de la Universidad del canal de Suez, fundada en 1976 para servir la región del canal de Suez y de Sinaí. La universidad es uno de los centros educativos de rápido crecimiento en Egipto con muchos estudiantes que cursan en el exterior.
El museo de Ismailía fue inaugurado en 1932. Contiene colecciones de diversos períodos: de las épocas faraónica, griega, romana a la islámica.

## Turismo
En Ismailía tiene turismo procedente del mismo Egipto, pero no es un importante destino del turismo internacional. La ciudad está aproximadamente a noventa minutos en automóvil de El Cairo. 
El lago Timsah, con sus tranquilas aguas y múltiples playas, es idóneo para practicar deportes acuáticos. Cubre un área de 14 kilómetros cuadrados. El bello parque de Mallaha, con un área de 500 acres, alberga plantas con raras variedades de flores, palmeras y otros árboles. 

## Deportes
El equipo Ismaily SC es un club de fútbol afincado en Ismailia que goza de gran apoyo dentro de la ciudad y de la gobernación, con muchos seguidores en otras ciudades egipcias.

### Curiosidades
El partido con más goles en un Mundial sub-17 se jugó en Ismailía, en 1997, donde el equipo de España ganó al de Nueva Zelanda con el resultado de 13-0.